# NWA United States Heavyweight Championship (versão de Detroit)
NWA Detroit United States Heavyweight Championship foi uma versão do NWA United States Heavyweight Championship. Era conhecido como a versão de Chicago de 1953 até 1959 até ser renomeado versão de Detroit de 1959 até 1980. Enquanto a National Wrestling Alliance (NWA) reconhecia apenas um Campeonato Mundial dos Pesos-Pesados, havia diversas versões diferentes do título estadunidense reconhecidas pelos diversos territórios da NWA pelos Estados Unidos. A maioria das filiadas da NWA possuiam uma versão de um título americano ou estadunidense e, assim como esses outros títulos, a versão de Detroit era o campeonato primário na promoção da região.

## História

### Reinados
| #  | Lutador              | Reinados | Data                    | Dias | Local                                                                                                  | Notas |
| -- | -------------------- | -------- | ----------------------- | ---- | --- | --- |
| 1  | Verne Gagne          | 1        | 3 de setembro de 1953   | 947  | Chicago, IL                                                                                            | Recebeu o título. |
| 2  | Wilbur Snyder        | 1        | 7 de abril de 1956      | 195  | Chicago, IL                                                                                            | |
| 3  | Hans Schmidt         | 1        | 19 de outubro de 1956   | 123  | Chicago, IL                                                                                            | |
| 4  | Wilbur Snyder        | 2        | 19 de fevereiro de 1957 | 298  | Chicago, IL                                                                                            | |
| 5  | Dick the Bruiser     | 1        | 14 de dezembro de 1957  | 119  | Chicago, IL                                                                                            | |
| 6  | Verne Gagne          | 2        | 12 de abril de 1958     | 217  | Chicago, IL                                                                                            | Gagne dividiu o título, criando o título de Minneapolis, depois conhecido como AWA United States Championship. |
| 7  | Wilbur Snyder        | 3        | 15 de novembro de 1958  | 42   | Chicago, IL                                                                                            | |
| 8  | Angelo Poffo         | 1        | 27 de dezembro de 1958  | 126  | Cincinnati, OH                                                                                         | |
| 9  | Wilbur Snyder        | 4        | 2 de maio de 1959       | 21   | Detroit, MI                                                                                            | |
| 10 | Dick the Bruiser     | 2        | 23 de maio de 1959      | 376  | Detroit, MI                                                                                            | Os promotores Jim Barnett (de Detroit) e Fred Kohler (de Chicago) se separaram em janeiro de 1960. Em 8 de janeiro de 1960, Bruiser faz sua última aparição em Chicago até 1964, mas continua a ser reconhecido como campeão em Detroit pela American Wrestling Alliance (AWA); NWA em Chicago reconhece Buddy Rogers a partir de 1960. |
| 11 | Wilbur Snyder        | 5        | 6 de fevereiro de 1960  | 196  | Detroit, MI                                                                                            | |
| 12 | Dick the Bruiser     | 3        | 20 de fevereiro de 1960 | 103  | Detroit, MI                                                                                            | |
| 13 | Bob Ellis            | 1        | 2 de junho de 1960      | 9    | Windsor, ON                                                                                            | |
| 14 | Dick the Bruiser     | 4        | 11 de junho de 1960     | 231  | Detroit, MI                                                                                            | |
| 15 | Bobo Brazil          | 1        | 28 de janeiro de 1961   | 30   | Detroit, MI                                                                                            | |
| 16 | Dick the Bruiser     | 5        | 27 de fevereiro de 1961 | 144  | Detroit, MI                                                                                            | |
| 17 | Verne Gagne          | 3        | 21 de julho de 1961     | 64   | Hazel Park, MI                                                                                         | |
| 18 | Dick the Bruiser     | 6        | 23 de setembro de 1961  | 69   | Detroit, MI                                                                                            | |
| 19 | Fritz Von Erich      | 1        | 1 de dezembro de 1961   |      | Detroit, MI                                                                                            | |
| 20 | Wilbur Snyder        | 6        | Março de 1962           |      | | |
| 21 | Dick the Bruiser     | 7        | 1962                    |      | | |
| 22 | Lord Athol Layton    | 1        | 4 de agosto de 1962     | 308  | Detroit, MI                                                                                            | |
| 23 | Fritz Von Erich      | 2        | 8 de junho de 1963      | 42   | Detroit, MI                                                                                            | |
| 24 | Lord Athol Layton    | 2        | 20 de julho de 1963     | 91   | Detroit, MI                                                                                            | |
| 25 | Fritz Von Erich      | 3        | 19 de outubro de 1963   | 238  | Detroit, MI                                                                                            | |
| 26 | Johnny Valentine     | 1        | 13 de junho de 1964     | 238  | Detroit, MI                                                                                            | Reconhecido pela NWA após 1964. |
| 27 | The Sheik            | 1        | 6 de fevereiro de 1965  | 581  | Detroit, MI                                                                                            | |
| —  | Vago                 | —        | 10 de setembro de 1966  | 14   | Detroit, MI                                                                                            | Título vago após luta contra Bill Miller. |
| 28 | The Sheik            | 2        | 24 de setembro de 1966  | 1601 | Detroit, MI                                                                                            | Venceu o título em uma revanche contra Bill Miller. |
| —  | Vago                 | —        | 11 de fevereiro de 1971 | 7    | Cleveland, OH                                                                                          | Título vago após luta contra Bulldog Brower. |
| 29 | The Sheik            | 3        | 28 de fevereiro de 1971 | 90   | Cleveland, OH                                                                                          | Venceu o título em uma revanche contra Bulldog Brower. |
| 30 | Bobo Brazil          | 2        | 29 de maio de 1971      | 49   | Detroit, MI                                                                                            | |
| —  | Vago                 | —        | 17 de julho de 1971     | 21   | Detroit, MI                                                                                            | Título vago após luta contra Bill Curry. |
| 31 | Bobo Brazil          | 3        | 7 de agosto de 1971     | 278  | Detroit, MI                                                                                            | Venceu o título em uma revanche contra Bill Curry. |
| —  | Vago                 | —        | 11 de maio de 1972      | 7    | Toledo, OH                                                                                             | Título vago após luta contra Pampero Firpo. |
| 32 | Bobo Brazil          | 4        | 18 de maio de 1972      | —    | Toledo, OH                                                                                             | Venceu o título em uma revanche contra Pampero Firpo. |
| —  | Vago                 | —        | 11 de maio de 1972      | —    | Detroit, MI                                                                                            | Título vago após uma luta contra Pampero Firpo. |
| 33 | Bobo Brazil          | 5        | 17 de junho de 1972     | 59   | Detroit, MI                                                                                            | Venceu o título em uma revanche contra Pampero Firpo. |
| 34 | Pampero Firpo        | 1        | 12 de agosto de 1972    | 7    | Detroit, MI                                                                                            | |
| 35 | Bobo Brazil          | 6        | 19 de agosto de 1972    | 70   | Detroit, MI                                                                                            | |
| 36 | Pampero Firpo        | 2        | 28 de outubro de 1972   | 56   | Detroit, MI                                                                                            | |
| 37 | Bobo Brazil          | 7        | 23 de dezembro de 1972  | 7    | Detroit, MI                                                                                            | |
| 38 | The Sheik            | 4        | 30 de dezembro de 1972  | 14   | Detroit, MI                                                                                            | |
| 39 | Bobo Brazil          | 8        | 13 de janeiro de 1973   | 14   | Detroit, MI                                                                                            | |
| 40 | The Sheik            | 5        | 27 de janeiro de 1973   | 161  | Detroit, MI                                                                                            | |
| 41 | Johnny Valentine     | 2        | 7 de julho de 1973      | 14   | Detroit, MI                                                                                            | |
| 42 | The Sheik            | 6        | 21 de julho de 1973     | 161  | Detroit, MI                                                                                            | |
| —  | Vago                 | —        | 29 de dezembro de 1973  | 49   | Detroit, MI                                                                                            | Título vago após luta contra Pampero Firpo. |
| 43 | The Sheik            | 7        | 16 de fevereiro de 1974 | 14   | Detroit, MI                                                                                            | Venceu o título em uma revanche contra Pampero Firpo. |
| 44 | Tony Marino          | 1        | 2 de março de 1974      | 14   | Detroit, MI                                                                                            | |
| 45 | The Sheik            | 8        | 16 de março de 1974     | 315  | Detroit, MI                                                                                            | |
| 46 | Bobo Brazil          | 9        | 25 de janeiro de 1975   | 14   | Detroit, MI                                                                                            | Título lhe entregue após The Sheik deixar de defendê-lo. |
| 47 | Abdullah the Butcher | 1        | 8 de fevereiro de 1975  | 70   | Detroit, MI                                                                                            | |
| 48 | Bobo Brazil          | 10       | 19 de abril de 1975     | 77   | Detroit, MI                                                                                            | |
| 49 | The Sheik            | 9        | 5 de julho de 1975      | 84   | Detroit, MI                                                                                            | |
| 50 | Mark Lewin           | 1        | 27 de setembro de 1975  | 35   | Detroit, MI                                                                                            | |
| 51 | Don Kent             | 1        | 1 de novembro de 1975   | —    | Detroit, MI                                                                                            | |
| 52 | Mark Lewin           | 2        |                         | —    | | |
| —  | Vago                 | —        | 14 de fevereiro de 1976 | 67   | | |
| 53 | Bobo Brazil          | 11       | 21 de abril de 1976     | 24   | Recebeu o título quando a final de um torneio contra Brute Bernard foi cancelada por lesão de Bernard. | |
| 54 | The Sheik            | 10       | 15 de maio de 1976      | 63   | Detroit, MI                                                                                            | |
| 55 | Pampero Firpo        | 3        | 17 de julho de 1976     | 91   | Detroit, MI                                                                                            | |
| 56 | Don Kent             | 2        | 16 de outubro de 1976   | 84   | Detroit, MI                                                                                            | |
| 57 | Gino Hernandez       | 1        | 8 de janeiro de 1977    | 84   | Detroit, MI                                                                                            | |
| 58 | The Sheik            | 11       | 2 de abril de 1977      |      | Detroit, MI                                                                                            | |
| 59 | Ox Baker             | 1        |                         |      | Detroit, MI                                                                                            | |
| ?  | The Sheik            | 12       |                         |      | | |
| ?  | Mark Lewin           | 3        |                         |      | | |
| ?  | Terry Funk           | 1        |                         |      | | |
| ?  | The Sheik            | 13       | 22 de outubro de 1978   | 538  | Detroit, MI                                                                                            | |
| ?  | Mighty Igor          | 1        | 12 de abril de 1980     | 21   | Detroit, MI                                                                                            | |
| ?  | The Sheik            | 14       | 3 de maio de 1980       |      | Detroit, MI                                                                                            | Empresa fecha em outubro de 1980. The Sheik é reconhecido pela International Championship Wrestling (ICW) como primeiro campeão estadunidense dos pesos-pesados da ICW. |